# 圣罗曼德科尔博斯克
圣罗曼-德科尔博斯克（法語：Saint-Romain-de-Colbosc，法語發音：[sɛ̃ ʁɔmɛ̃ də kɔlbɔsk]）是法国滨海塞纳省的一个市镇，属于勒阿弗尔区。

## 地理
圣罗曼-德科尔博斯克（49°31'53"N, 0°21'25"E）面积11.74 平方千米，位于法国诺曼底大区滨海塞纳省，该省份为法国北部沿海省份，其西部及北部濒大西洋英吉利海峡，东起顺时针与索姆省、瓦兹省、厄尔省和卡爾瓦多斯省接壤。
与圣罗曼-德科尔博斯克接壤的市镇（或旧市镇、城区）包括：埃普勒托、戈梅维尔、拉勒米埃、圣欧班-鲁托、圣樊尚-克拉梅尼勒、三石村。
圣罗曼-德科尔博斯克的时区为UTC+01:00、UTC+02:00（夏令时）。

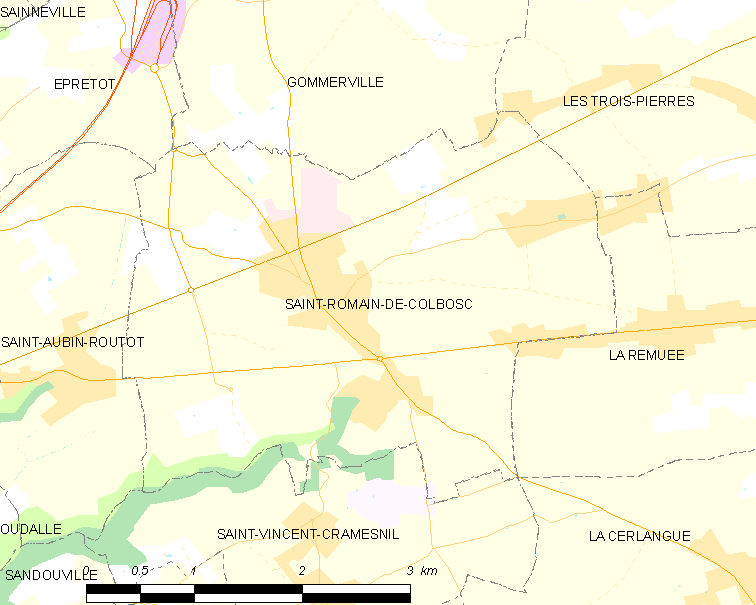
圣罗曼-德科尔博斯克的OSM定位图

## 行政
圣罗曼-德科尔博斯克的邮政编码为76430，INSEE市镇编码为76647。

## 政治
圣罗曼-德科尔博斯克所属的省级选区为圣罗曼-德科尔博斯克县。

## 人口

1962-2008年间圣罗曼-德科尔博斯克人口变化图示

圣罗曼-德科尔博斯克于2022年1月1日时的人口数量为4608人。